# Musée Salar Jung
Le musée Salar Jung (en anglais : Salar Jung Museum) est un musée d'art situé à Dar-ul-Shifa (en), sur la rive sud de la rivière Musi dans la ville d'Hyderabad, dans l'État du Telangana, en Inde. C'est l'un des trois musées nationaux du pays et l'un des plus grands musées du monde.
À l'origine collection d'art privée de la famille Salar Jung (en), elle a été cédée à l'Inde après la mort de Salar Jung III (en).
Inauguré le 16 décembre 1951, il possède une collection de sculptures, peintures, gravures, textiles, manuscrits, céramiques, objets métalliques, tapis, horloges et meubles de différents pays du monde.